# Circondario di Altötting
Il circondario di Altötting è uno dei circondari che compongono l'Alta Baviera in Baviera (Germania). Il suo capoluogo è la città di Altötting.

## Città e comuni
(Abitanti il 31 dicembre 2023)
| Comuni del circondario |

Città
- Altötting (13 172)
- Burghausen (19 494)
- Neuötting (9 062)
- Töging a.Inn (9 560)

Comuni
- Burgkirchen a.d.Alz (11 008)
- Emmerting (4 254)
- Erlbach (1 174)
- Feichten a.d.Alz (1 342)
- Garching a.d.Alz (8 837)

- Haiming (2 527)
- Halsbach (1 083)
- Kastl (2 814)
- Kirchweidach (2 836)
- Marktl (2 826)

- Mehring (2 416)
- Perach (1 332)
- Pleiskirchen (2 464)
- Reischach (2 706)
- Stammham (1 019)

- Teising (1 806)
- Tyrlaching (1 093)
- Tüßling (3 315)
- Unterneukirchen (3 463)
- Winhöring (4 856)

## Monumenti e luoghi d'interesse
- Castello di Tüßling
- Castello di Klebing
- Rocca di Burghausen
- Chiesa di San Nicola a Neuötting
- Cappella delle Grazie ad Altötting e relativa piazza

## Galleria d'immagini

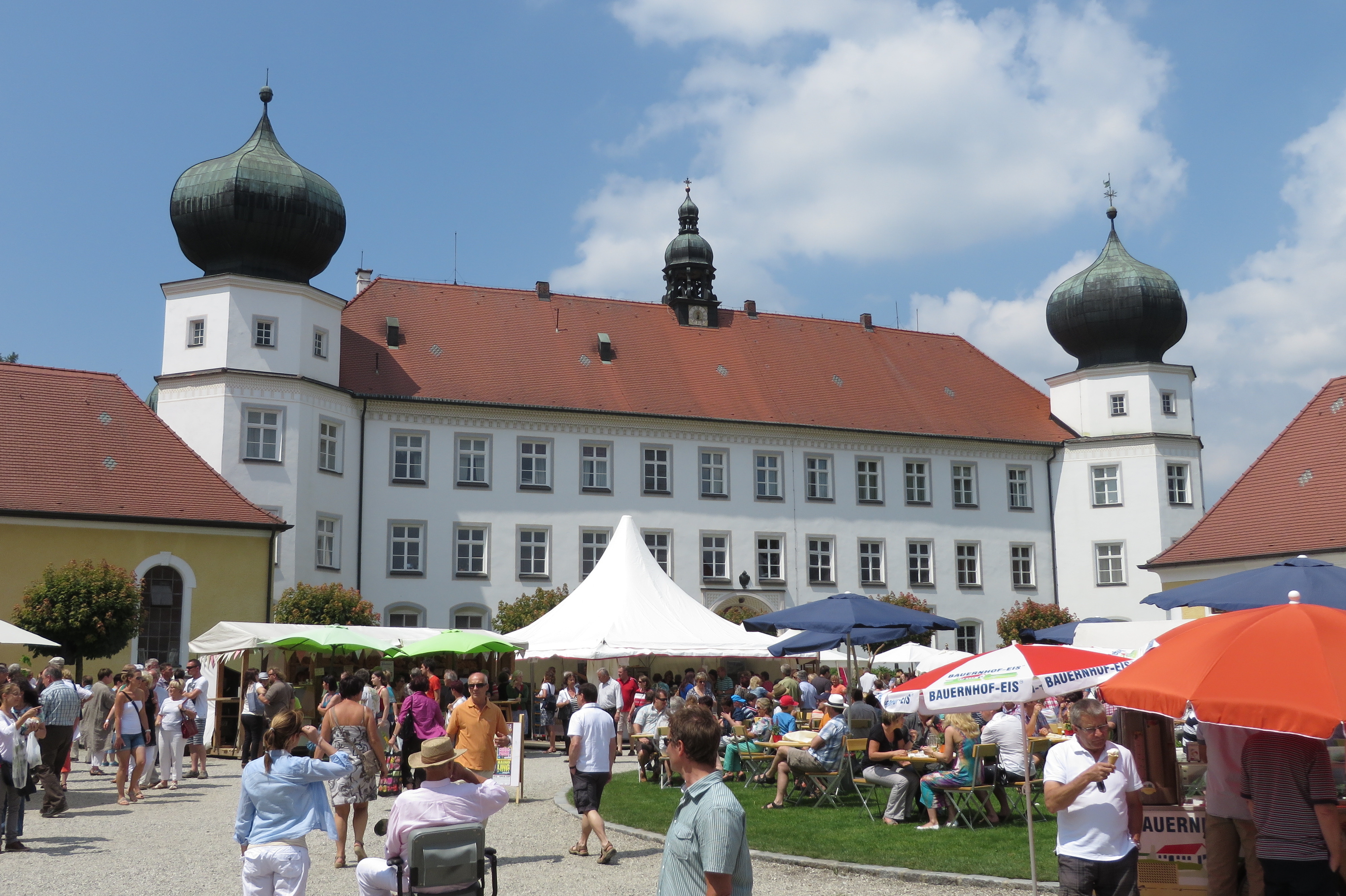
Castello di Tüßling
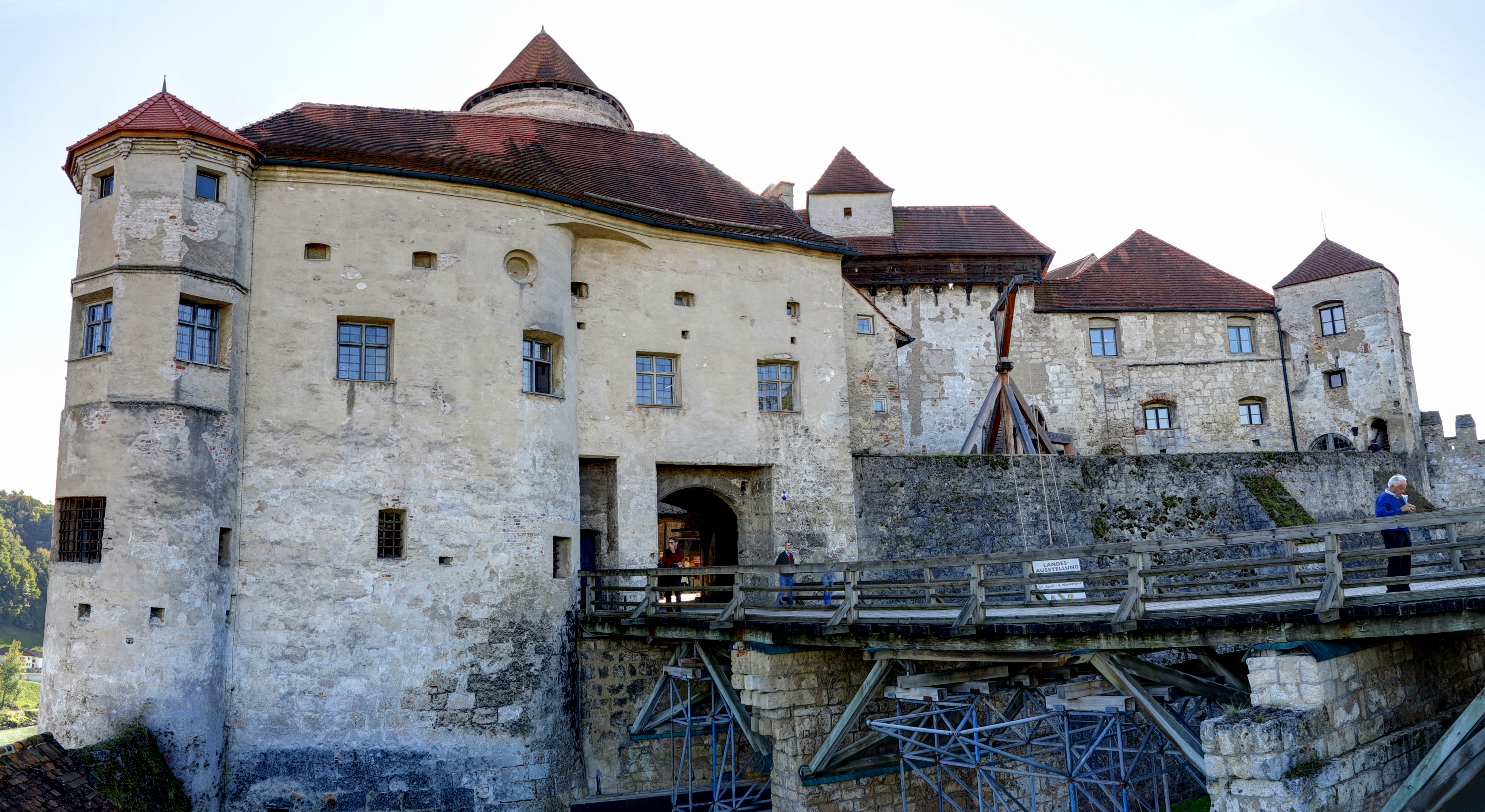
Rocca di Burghausen
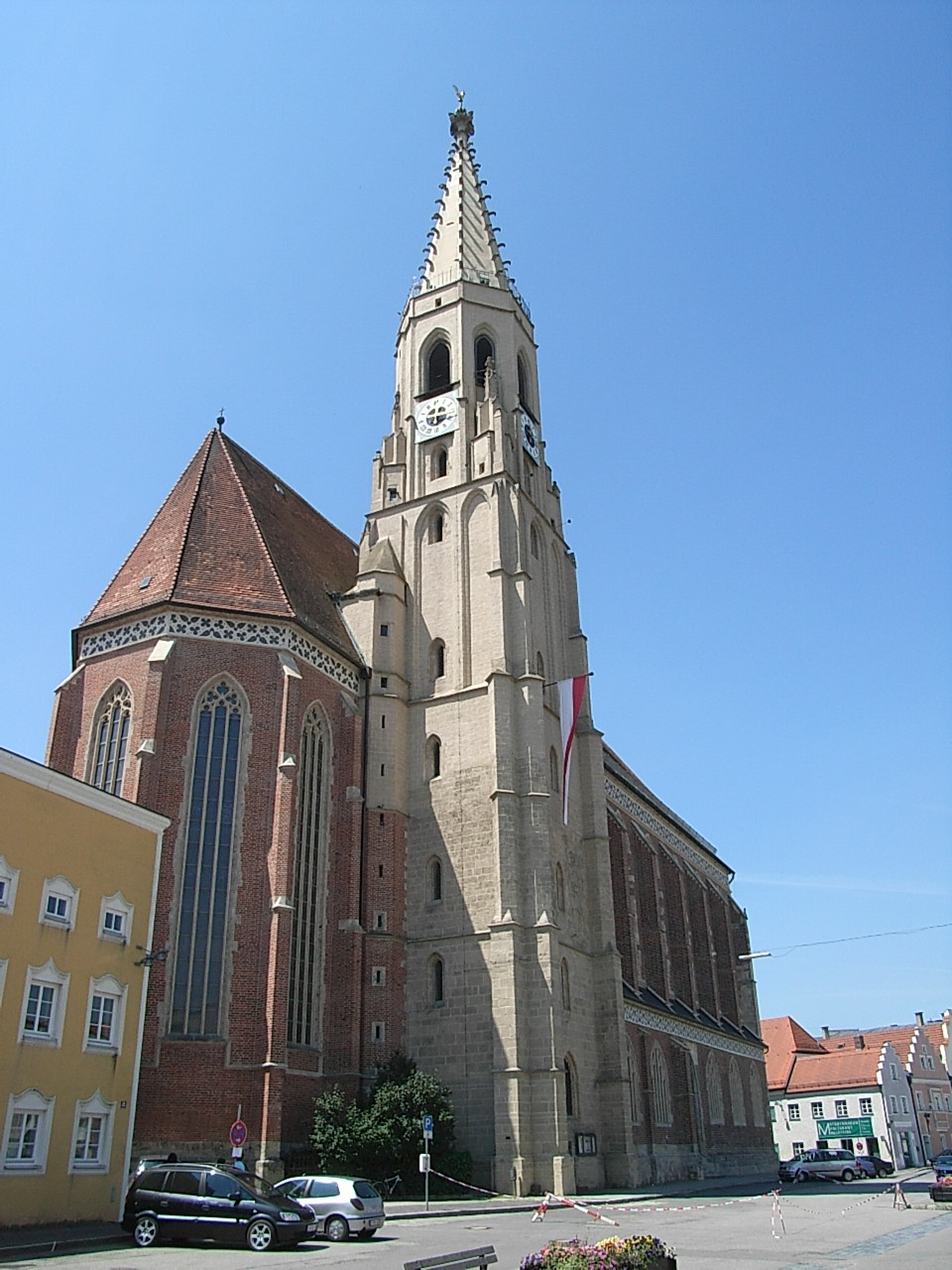
Chiesa di San Nicola a Neuötting
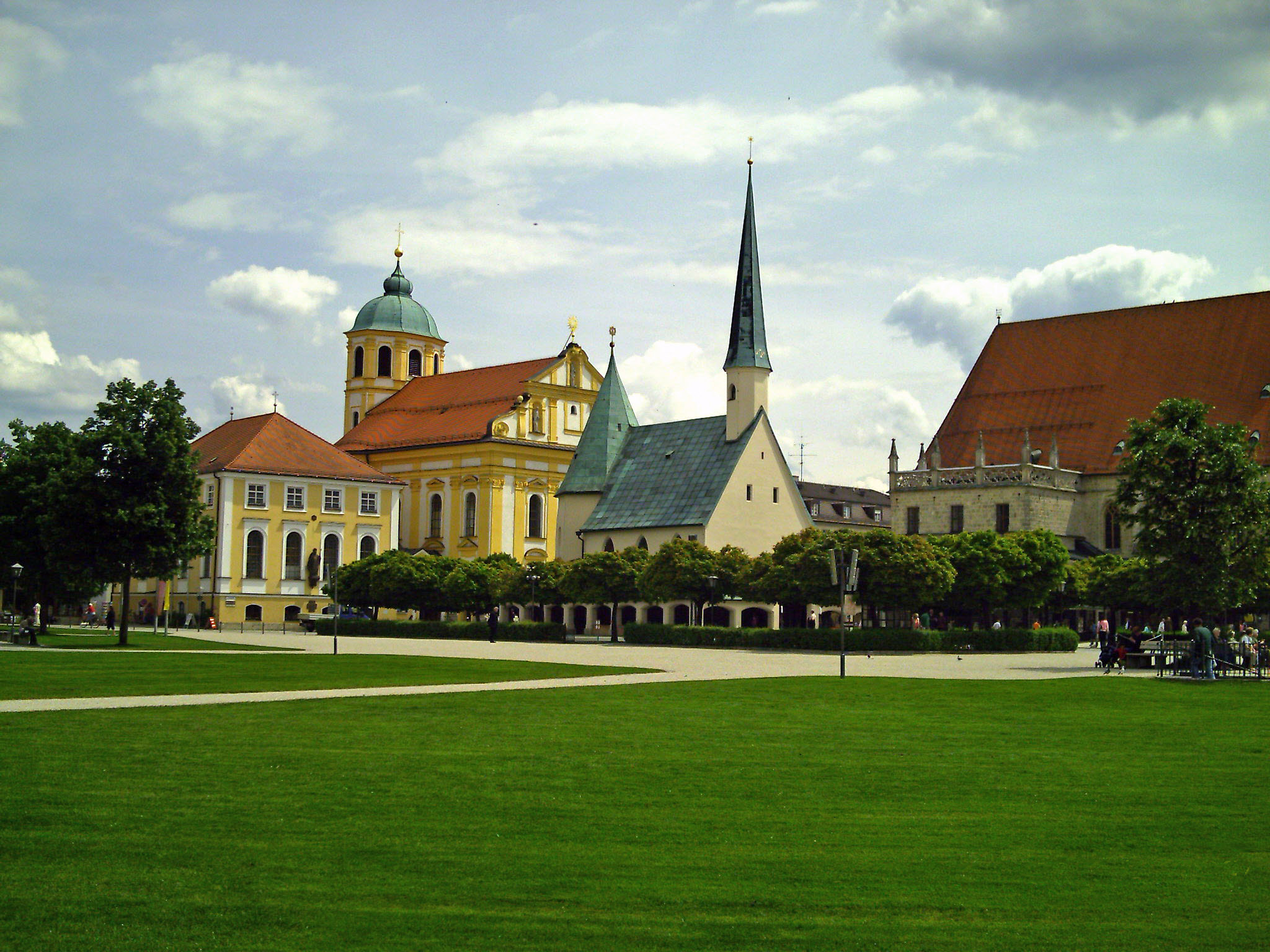
Piazza della Cappella delle Grazie di Altötting, angolo sud-est